# Italjet Jet Set
L'Italjet Jet Set è uno scooter prodotto dalla casa motociclistica italiana Italjet dal 2001 al 2003.

## Storia
Il Jet Set è stato lanciato sul mercato nel 2001 ed era il primo nuovo prodotto della casa appartenente al nuovo corso; con il debutto del mezzo venne inaugurato a Bologna anche il primo show room della casa denominato Jet Point.
Prodotto nello stabilimento di San Lazzaro di Savena aveva un design originale opera della Arkema Studio di Massimo Zaniboni con forme tondeggianti ed era equipaggiato con motori 50, 125 e 150 di origine Piaggio monocilindrici. Il 50 è un due tempi mentre i 125 e 150 sono a quattro tempi con raffreddamento ad aria e fanno parte della famiglia Leader. Tutti i propulsori sono omologati Euro 1 e dotati di marmitta catalitica. 
Il Jet Set è dotato di una sospensione anteriore a forcella telescopica con steli da 30 mm, la sospensione posteriore è formata dal gruppo motore-trasmissione oscillante con ammortizzatore regolabile disponibile sulle versioni 125 e 150. 
L’impianto frenante è composto da un disco anteriore da 220 mm con pinza a doppio pistoncino, e tamburo posteriore con diametro di 140 mm.
La produzione termina bel 2003 a causa del fallimento della Italjet. 
Nel 2004 la casa motociclistica indiana Kinetic Motor aveva acquistato i diritti di produzione di sette modelli Italjet tra cui il Jet Set di cui era prevista la messa in produzione in India nel 2005 e l’export verso il mercato europeo con il marchio Italjet ma il piano successivamente venne cancellato.

## Il prototipo Italjet Scooop
Realizzato dalla Marabese Design lo Scooop è una versione a tre ruote del Jet Set con l’avantreno a due ruote e doppio impianto frenante. Il progetto di tale veicolo parte nel 1999 e sarà presentato nel 2001. Lo Scooop si può considerare un antenato del Piaggio MP3 in quanto anch’esso progettato dalla Marabese Design.
Tale soluzione che permette di ridurre lo spazio di frenata del 37%. Inoltre l’inedita sezione frontale possiede un assorbimento agli urti nei crash test maggiore del 22%. La tenuta di strada in curva migliora del 42%.
Il nome Scooop con tre “o” deriva dalle tre ruote del veicolo.
La messa in produzione era prevista per il 2002 ma a causa delle difficoltà finanziarie della casa rimase allo stato di prototipo.